# Крюков (Воронежская область)
Крюков — хутор в Ольховатском районе Воронежской области России.
Входит в состав Караяшниковского сельского поселения.

## География
Расположен в 20 километрах к северо-западу от райцентра поселка Ольховатка.

### Улицы
- ул. Солнечная

## История
Первоначально имел названия — Караичный, Караич. Возник в середине XVIII века, имел восемь дворов.

## Население
| 2010 | 2012 |
| ---- | ---- |
| 79   | ↗81  |